# 石津谷治法
石津谷 治法（いしづや はるのり、1958年12月28日 - ）は、日本の吹奏楽指導者、教育者。一般財団法人全日本吹奏楽連盟理事長。

## 来歴

### 生い立ち
京都市生まれ。法政大学第二高等学校を経て、法政大学文学部卒業。学生時代は交響楽団に所属していた。

### 音楽指導者として
吹奏楽の指導者を志し、教師の道へ進む。習志野市立東習志野小学校、習志野市立第四中学校へ赴任。担当科目は社会科。中学校で吹奏楽部顧問を任され同部を全日本吹奏楽コンクール金賞へと導く。この頃、NHK交響楽団クラリネット奏者の内山洋（東京音楽大学教授）に師事。その後、習志野市立第五中学校を経て2000年より習志野市立習志野高等学校に赴任。高校教員としての担当科目は地理歴史科。高校においても吹奏楽コンクールや全日本マーチングコンテストで優秀な成績を収めている。また、同校野球部が甲子園に出場した際には吹奏楽部による応援が注目され「美爆音」とも称されている。これは、コンクールで奏でる綺麗な音楽と石津谷が理想とする爆音の間を取り「美しい爆音」と紹介されるようになったことから転じている。
2000年より、全日本吹奏楽連盟理事に就任し、2021年5月からは、大阪府立淀川工科高等学校名誉教諭の丸谷明夫の後任として理事長に就任。

## 人物
音楽家としては、ヘルベルト・フォン・カラヤンを尊敬している。
座右の銘は「為せば成る、為さねば成らぬ何事も、成らぬは人の為さぬなりけり」。また、千葉ロッテマリーンズのファンである。

## 作品

### 共著
- 『なぜ彼らは金賞をとれるのか――10人の吹奏楽指導者が語る強さの秘密』ISBN 9784636896879
  - 2013年6月26日、ヤマハミュージックエンタテイメントホールディングス

### 編曲
- 交響曲第4番「不滅」（1991年編、ニールセン）

- シンフォニエッタ（1992年編、ヤナーチェク）
- ヴァレンシアの寡婦（1993年編、ハチャトゥリアン）
- バレエ組曲「青銅の騎士」より（1996年編、グリエール）
- バレエ音楽「モスクワのチェリョムーシカ」（1997年編、ショスタコーヴィチ）
- バレエ音楽「ボルト」（1998年編、ショスタコーヴィチ）
- 「交響曲第８番」より　終楽章（2003年編、ブルックナー）

- 歌劇「トゥーランドット」より（2004年編、プッチーニ）
- バレエ音楽「くるみ割り人形」より（2006年編、チャイコフスキー）
- 交響曲第７番「夜の歌」より　第５楽章（2007年編、マーラー）
- 組曲「展覧会の絵」より（2008年・2018年編、ムソルグスキー）
- 「交響曲第３番」より　第１楽章（2011年編、マーラー）
- 歌劇「イーゴリ公」より（2011年・2013年・2017年編、ボロディン）
- バレエ音楽「シバの女王ベルキス」より（2012年編、レスピーギ）
- バレエ音楽「眠りの森の美女」より（2014年編、チャイコフスキー）
- 「スペイン奇想曲」より（2015年編、リムスキー＝コルサコフ）
- バレエ音楽「三角帽子」より（2016編、ファリャ）
- 行進曲「威風堂々」（2016年編、エルガー）　その他、多数のオーケストラ編成から吹奏楽編成への編曲作品が存在する。